# توت طلایی
توت طلایی (نام علمی: Physalis peruviana) نام یک گونه گیاه از راسته بادنجانیان است. این گیاه در آمریکای جنوبی مخصوصا کشورهای پرو و شیلی رشد میکند.